# Панотла
Панотла (исп. Panotla)  —   населённый пункт и муниципалитет в Мексике, входит в штат Тласкала. Население — 23 393 человека.